# Sandro Palmieri (attore teatrale)
Sandro Palmieri (Diano Marina, 1963 – Prato, 28 settembre 2008) è stato un attore italiano di teatro, radio e televisione.

## Biografia
Diplomatosi nel 1987 all'Accademia Nazionale d'Arte Drammatica di Silvio D'Amico di Roma, ha avuto come maestro il regista e commediografo Aldo Trionfo, con cui ha debuttato nella Orestiade di Eschilo, recitando al fianco di Valeria Moriconi, Corrado Pani, Gabriele Ferzetti. Nello stesso anno entra a far parte della compagnia del Teatro della Tosse di Genova, con la quale ha recitato nel ruolo di Amleto in Nove volte Amleto, con la regia di Tonino Conte (scenografie di Lele Luzzati). Con la Tosse ha poi recitato, fra l'altro, in Peccato che fosse una sgualdrina di John Ford.
Grazie al supporto avuto da Alida Valli, è stato poi fondatore assieme al regista Cheriff e ad altri attori della cooperativa teatrale La Famiglia delle Ortiche (I paraventi di Jean Genet, Più grandiose dimore e I drammi marini di Eugene O'Neill, Nella solitudine dei campi di cotone di Bernard-Marie Koltès).
È stato in compagnia con Manuela Kustermann e Giancarlo Nanni, mentre con Glauco Mauri e Maurizio Scaparro ha recitato nell'Enrico IV di Luigi Pirandello nel Rinoceronte di Eugène Ionesco e nel Re Lear di Shakespeare.
Fra le altre collaborazioni teatrali figurano (stagioni e compagnia):
- stagione 2002-2003: Giuseppe Pambieri e Lia Tanzi, due produzioni con le regie di Piero Maccarinelli e Giuseppe Emiliani.
- stagione 2004-2005. La visita della vecchia signora di F. Friedrich Dürrenmatt
- stagione 2005-2006: con Manuela Kustermann, La locandiera di Carlo Goldoni e nel Il giardino dei ciliegi di Anton Čechov; con Maddalena Crippa e Massimo Foschi, La roccia di T.S. Elliott.
- stagione 2007-2008: ancora con Manuela Kustermann, Morire o non morire di Sergi Belbel, lavoro di cui ha curato anche la regia

Per la televisione è stato interprete ne La squadra (2004, Rai 3) e ne La stagione dei delitti (2007, Rai 2).
Nel 2008 ha partecipato alle riprese del film Bocca di rosa (ispirato alla canzone di Fabrizio De André), con la regia di Daniele Costantini.
Palmieri ha lavorato anche in sceneggiati radiofonici per Radiodue, mentre per la televisione - oltre alle citate fiction - ha lavorato nel 1993 (Raidue) nell'adattamento della Lucrezia Borgia di Victor Hugo, inserita nella rassegna Palcoscenico. In questo lavoro teatrale ha ricoperto il ruolo del coprotagonista al fianco di Francesca Benedetti e Cosimo Cinieri.
Direttore artistico dal 1997 del Teatro Politeama Dianese, è morto improvvisamente all'età di quarantacinque anni per cause naturali mentre si trovava nella città toscana di Prato per provare al Teatro Metastasio la pièce Passaggio in India - tratta dall'omonimo romanzo di E. M. Forster - per la stagione 2008-2009. Il teatro Politeama gli viene poi intitolato, così come una strada di Diano Marina.